# أحمد بن عطية الله آل خليفة
الشيخ أحمد بن عطية الله آل خليفة (مواليد 1966)، سياسي بحريني وزير المتابعة بالديوان الملكي منذ 7 أبريل 2011.

## السيرة الذاتية
حصل على درجة البكالوريوس في الرياضيات وعلوم الحاسب الآلي من جامعة سالفورد في مانشستر بالمملكة المتحدة.
بعد الانتهاء من دراسته عمل في الجهاز المركزي للمعلومات لأكثر من 20 عاما حيث تدرج في الوظائف التالية:
- مبرمج نظم على جهاز الحاسب الرئيسي الذي يربط وزارات الدولة من 1986 إلى 1988.
- رئيس أمن المعلومات الحكومية من 1988 إلى 1990.
- رئيس الدعم الفني من 1990 إلى 1994.
- رئيس الحاسب الآلي الحكومي من 1994 إلى 2000.
- مدير الإحصاء من 2000 إلى 2002.
- وكيل الجهاز المركزي للمعلومات من 2002 إلى 2004.

خلال فترة وجوده في الجهاز المركزي للمعلومات تمكن من تنفيذ عدد من المشاريع الوطنية بما في ذلك مشروع شبكة البيانات الحكومية ومشروع سنة 2000 ومشروع البطاقة الذكية ومشروع نظام المعلومات الجغرافية ومشروع التعداد. أصبح رئيس الجهاز المركزي للمعلومات في عام 2004.
تم تعيين أحمد وزير شؤون مجلس الوزراء في سبتمبر 2005 وقام بالإشراف على ديوان الخدمة المدنية والجهاز المركزي للمعلومات والحكومة الإلكترونية بما في ذلك هيئة تنظيم الاتصالات وبدالة إنترنت البحرين ومعهد البحرين للإدارة العامة.
في عام 2011 تم تعيين أحمد وزير للمتابعة في الديوان الملكي.

## تقرير البندر
يشير تقرير البندر لمؤامرة سياسية مزعومة من قبل مسؤولين حكوميين لإثارة الفتنة الطائفية وتهميش الطائفة الشيعية. يزعم أن المشرف والممول للمؤامرة هو أحمد. تم الكشف عن هذه المزاعم في سبتمبر 2006 في وثيقة تتكون من 240 صفحة أصدرها مركز الخليج للتنمية الديمقراطية ومن تأليف صلاح البندر مستشار وزير شؤون مجلس الوزراء. عقب توزيع التقرير رحلت الشرطة البحرينية قسرا صلاح إلى المملكة المتحدة التي يحمل جنسيتها.
وفقا للبندر قام أحمد بتفعيل خمس بنود بتكلفة وصلت إلى أكثر من مليون دينار بحريني (2.7 مليون دولار أمريكي):
- خلية استخبارات سرية للتجسس على الشيعة.
- منظمات مدعومة من الحكومة ومنظمات غير حكومية وهمية مثل جمعية الحقوقيين البحرينية وجمعية البحرين لمراقبة حقوق الإنسان.
- منتديات ومواقع على إنترنت تحرض على الكراهية الطائفية.
- دعم المهتدين الجدد المتحولين من الطائفة الشيعية إلى الطائفة السنية.
- مدفوعات لتزوير الانتخابات.

## الأسرة
متزوج من ثلاث سيدات وهن: جواهر الفاضل (مطلقة) مزنة آل خليفة (مطلقة) ومها المعاودة وأميرة الدوسري وأنجب:
- عبد العزيز بن أحمد آل خليفة.
- عطية الله بن أحمد آل خليفة.
- شيخة بنت أحمد آل خليفة.
- لطيفة بنت أحمد آل خليفة.
- لولوة بنت أحمد آل خليفة.
- نجلاء بنت أحمد آل خليفة.